# Dactylorhiza vallis-peenae
Dactylorhiza vallis-peenae là một loài thực vật có hoa trong họ Lan. Loài này được Kümpel mô tả khoa học đầu tiên năm 2001.